# Marc Overmars
Marc Overmars (Emst, 29 marzo 1973) è un dirigente sportivo ed ex calciatore olandese, di ruolo centrocampista, direttore tecnico dell'Anversa.
Considerato come una delle ali più forti della propria generazione, nell'arco della sua carriera ha vestito tra le altre le maglie di Ajax, Arsenal e Barcellona, vincendo a livello internazionale con il club olandese una Champions League, una Supercoppa Uefa ed una Coppa Intercontinentale.

## Caratteristiche tecniche
(Louis van Gaal)
 Giocatore agile e veloce, è stato descritto come l'archetipo dell'ala. Nonostante fosse destro naturale, poteva giocare su entrambe le fasce e ciò lo rendeva un giocatore tatticamente versatile. Era inoltre dotato di buona visione di gioco ed eccelleva nel dribbling, soprattutto coniugando una discreta tecnica individuale con la sua velocità e le sue accelerazioni.
Nonostante tali doti, Overmars era anche noto per essere stato durante la carriera soggetto a diversi infortuni.

## Carriera

### Giocatore

#### Club

Overmars (al centro) in azione all'Ajax nel 1997, nella morsa degli juventini Deschamps (a sinistra) e Ferrara (a destra).

Ha esordito in giovane età nel campionato olandese, indossando le maglie dei Go Ahead Eagles e del Willem II prima di approdare all'Ajax nel 1992, con cui milita per cinque stagioni.
Nel 1992 e nel 1993 viene eletto Talento olandese dell'anno. Nella stagione 1995-1996 ha vinto il terzo titolo olandese consecutivo, dopo il successo dell'anno precedente nella Champions League e l'anno dopo anche nella Coppa Intercontinentale e nella Supercoppa UEFA. Vince anche 3 scudetti e 3 Supercoppe d'Olanda consecutivamente. Con la maglia dell'Ajax colleziona 135 presenze segnando 36 gol.
Passato all'Arsenal un anno prima del suo secondo mondiale, in Premier League ha disputato tre stagioni aggiudicandosi il titolo inglese e la FA Cup nel 1997-1998. Con la maglia dell'Arsenal colleziona 101 presenze segnando 25 gol.
Nel 2000 si è trasferito al Barcellona, con cui gioca 97 partite mettendo a segno 15 gol.
Dopo quattro stagioni in Spagna, e molti infortuni al ginocchio, al termine del campionato d'Europa 2004 si è ritirato dal calcio giocato, all'età di 31 anni.
Quattro anni dopo il suo ritiro torna a giocare nella stessa squadra che lo aveva lanciato da giovane, il Go Ahead Eagles, militante nella Eerste Divisie.

#### Nazionale

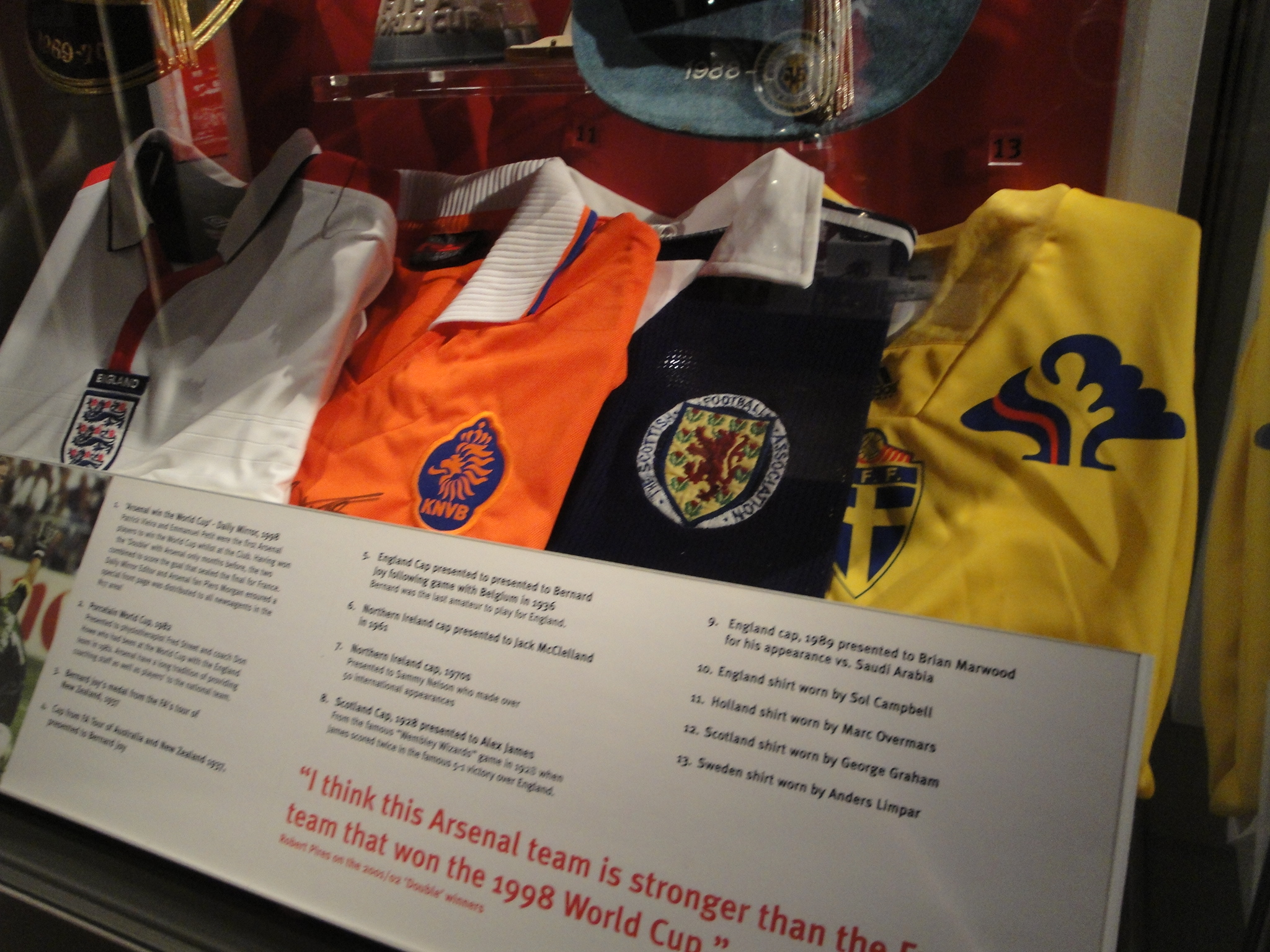
Maglia della nazionale olandese (seconda da sinistra) indossata da Overmars

Esordì con la nazionale maggiore olandese all'età di 19 anni, il 24 febbraio 1993, contro la Turchia.
Con gli Orange ha partecipato ai mondiali di Stati Uniti 1994 e quindi di Francia 1998. È presente anche agli europei di Belgio-Paesi Bassi 2000, in cui realizza due gol contro la Jugoslavia nei quarti di finale, e quindi di Portogallo 2004 dopo i quali aveva annunciato il primo ritiro.
Nel bilancio con gli Oranje ha all'attivo 86 presenze e 17 reti con la nazionale del suo paese.

### Dopo il ritiro
Appesi gli scarpini al chiodo, il 1º luglio 2010 diventa direttore sportivo del Go Ahead Eagles.
Il 15 agosto 2011 entra a far parte della dirigenza del settore giovanile dell'Ajax. Il 28 novembre seguente Johan Cruijff, membro del consiglio direttivo dell'Ajax, insieme agli allenatori del vivaio Wim Jonk, Dennis Bergkamp, Bryan Roy, Ronald de Boer, John Bosman, Jaap Stam, Marc Overmars, Michel Kreek, Orlando Trustfull e Dean Gorre ha annunciato che avrebbe adito le vie legali ritenendo che gli ingaggi dei tre nuovi dirigenti Louis van Gaal, Martin Sturkenboom e Danny Blind violino la politica a livello tecnico adottata dal club. Il 7 febbraio 2012 è stata pronunciata la sentenza secondo la quale la nomina di van Gaal a direttore generale dei lancieri sarebbe stata irregolare e così il 10 febbraio il board (quattro consiglieri più Cruijff, che resta come consulente) si è dimesso insieme a Martin Sturkenboom e Danny Blind. Lascia il ruolo di assistente tecnico il 30 giugno 2012.
Il 6 luglio 2012 diventa direttore sportivo dei lancieri. Corteggiato dall’Arsenal, sua ex squadra, il 18 marzo 2019, dopo l’inaspettata qualificazione ai quarti di Champions League a discapito del Real Madrid campione uscente, gli viene rinnovato il contratto col club di Amsterdam; viene poi promosso a direttore degli affari sportivi, occupandosi non solo della vendita e dell'acquisto dei giocatori ma andando a dirigere anche il vivaio, l’area scouting e tutta la sezione femminile ajacide. In questa stagione la squadra arriva fino alla semifinale di Champions, venendo eliminato dal Tottenham, e a distanza di qualche anno torna a vincere la Coppa d’Olanda e il campionato.
Il 6 febbraio 2022 termina anticipatamente e bruscamente la sua esperienza all’Ajax, dopo essersi reso protagonista di alcuni casi di molestie sessuali verso colleghe di lavoro. Dopo un mese e mezzo diventa direttore tecnico dell'Anversa.
Il 29 Dicembre 2022 viene ricoverato in ospedale in seguito ad un lieve Ictus ma le sue condizioni si aggravano rapidamente. Il quadro cardiaco risulta gravemente compromesso: il suo cuore è in grado di pompare solo il 30% della capacità totale.

## Statistiche
Tra club e nazionale maggiore, Marc Overmars ha giocato 623 partite segnando 122 reti, alla media di 0,19 gol a partita.

### Presenze e reti nei club
| Stagione               | Squadra                | Campionato             | Campionato | Campionato | Coppe nazionali | Coppe nazionali | Coppe nazionali | Coppe continentali | Coppe continentali | Coppe continentali | Altre coppe | Altre coppe | Altre coppe | Totale | Totale |
| Stagione               | Squadra                | Comp                   | Pres       | Reti       | Comp            | Pres            | Reti            | Comp               | Pres               | Reti               | Comp        | Pres        | Reti        | Pres   | Reti   |
| ---------------------- | ---------------------- | ---------------------- | ---------- | ---------- | --------------- | --------------- | --------------- | ------------------ | ------------------ | ------------------ | ----------- | ----------- | ----------- | ------ | ------ |
| 1990-1991              | Go Ahead Eagles        | ED                     | 11         | 1          | CO              | 0               | 0               | -                  | -                  | -                  | -           | -           | -           | 11     | 1      |
| 1991-1992              | Willem II              | E                      | 31         | 1          | CO              | 0               | 0               | -                  | -                  | -                  | -           | -           | -           | 31     | 1      |
| 1992-1993              | Ajax                   | E                      | 34         | 3          | CO              | 5               | 4               | CU                 | 8                  | 1                  | -           | -           | -           | 47     | 8      |
| 1993-1994              | Ajax                   | E                      | 34         | 12         | CO              | 4               | 0               | UCL                | 5                  | 0                  | -           | -           | -           | 43     | 12     |
| 1994-1995              | Ajax                   | E                      | 28         | 8          | CO              | 3               | 0               | UCL                | 11                 | 1                  | -           | -           | -           | 42     | 9      |
| 1995-1996              | Ajax                   | E                      | 15         | 11         | CO              | 0               | 0               | UCL                | 6                  | 2                  | -           | -           | -           | 21     | 13     |
| 1996-1997              | Ajax                   | E                      | 25         | 2          | CO              | 1               | 0               | UCL                | 10                 | 0                  | -           | -           | -           | 36     | 2      |
| Totale Ajax            | Totale Ajax            | Totale Ajax            | 135        | 36         |                 | 13              | 4               |                    | 40                 | 4                  |             | 0           | 0           | 188    | 44     |
| 1997-1998              | Arsenal                | PL                     | 32         | 12         | FACup+CdL       | 12              | 4               | CU                 | 2                  | 0                  | -           | -           | -           | 46     | 16     |
| 1998-1999              | Arsenal                | PL                     | 37         | 6          | FACup+CdL       | 6               | 3               | UCL+CU             | 4                  | 1                  | CS          | 1           | 1           | 48     | 11     |
| 1999-2000              | Arsenal                | PL                     | 31         | 7          | FACup+CdL       | 2               | 1               | UCL+CU             | 14                 | 5                  | CS          | 0           | 0           | 47     | 13     |
| Totale Arsenal         | Totale Arsenal         | Totale Arsenal         | 101        | 25         |                 | 20              | 8               |                    | 20                 | 6                  |             | 1           | 1           | 142    | 40     |
| 2000-2001              | Barcellona             | PD                     | 31         | 8          | CR              | 5               | 0               | UCL+CU             | 10                 | 0                  | -           | -           | -           | 46     | 8      |
| 2001-2002              | Barcellona             | PD                     | 20         | 0          | CR              | 1               | 0               | UCL                | 11                 | 1                  | -           | -           | -           | 32     | 1      |
| 2002-2003              | Barcellona             | PD                     | 26         | 6          | CR              | 0               | 0               | UCL                | 6                  | 1                  | -           | -           | -           | 32     | 7      |
| 2003-2004              | Barcellona             | PD                     | 20         | 1          | CR              | 3               | 2               | CU                 | 8                  | 0                  | -           | -           | -           | 31     | 3      |
| Totale Barcellona      | Totale Barcellona      | Totale Barcellona      | 99         | 15         |                 | 9               | 2               |                    | 35                 | 2                  |             | 0           | 0           | 143    | 19     |
| 2008-2009              | Go Ahead Eagles        | ED                     | 24         | 0          | CO              | 0               | 0               | -                  | -                  | -                  | -           | -           | -           | 24     | 0      |
| 2009-2010              | Go Ahead Eagles        | ED                     | 0          | 0          | CO              | 0               | 0               | -                  | -                  | -                  | -           | -           | -           | 0      | 0      |
| Totale Go Ahead Eagles | Totale Go Ahead Eagles | Totale Go Ahead Eagles | 35         | 1          |                 | 0               | 0               |                    | 0                  | 0                  |             | 0           | 0           | 35     | 1      |
| Totale carriera        | Totale carriera        | Totale carriera        | 214        | 78         |                 | 42              | 14              |                    | 95                 | 12                 |             | 1           | 1           | 537    | 105    |

### Presenze e reti in nazionale
| Cronologia completa delle presenze e delle reti in nazionale ― Paesi Bassi | Cronologia completa delle presenze e delle reti in nazionale ― Paesi Bassi | Cronologia completa delle presenze e delle reti in nazionale ― Paesi Bassi | Cronologia completa delle presenze e delle reti in nazionale ― Paesi Bassi | Cronologia completa delle presenze e delle reti in nazionale ― Paesi Bassi | Cronologia completa delle presenze e delle reti in nazionale ― Paesi Bassi | Cronologia completa delle presenze e delle reti in nazionale ― Paesi Bassi | Cronologia completa delle presenze e delle reti in nazionale ― Paesi Bassi |
| Data                                                                       | Città                                                                      | In casa                                                                    | Risultato                                                                  | Ospiti                                                                     | Competizione                                                               | Reti                                                                       | Note                                                                       |
| -------------------------------------------------------------------------- | -------------------------------------------------------------------------- | -------------------------------------------------------------------------- | -------------------------------------------------------------------------- | -------------------------------------------------------------------------- | -------------------------------------------------------------------------- | -------------------------------------------------------------------------- | -------------------------------------------------------------------------- |
| 24-2-1993                                                                  | Utrecht                                                                    | Paesi Bassi                                                                | 3 – 1                                                                      | Turchia                                                                    | Qual. Mondiali 1994                                                        | 1                                                                          |                                                                            |
| 24-3-1993                                                                  | Utrecht                                                                    | Paesi Bassi                                                                | 6 – 0                                                                      | San Marino                                                                 | Qual. Mondiali 1994                                                        | -                                                                          |                                                                            |
| 28-4-1993                                                                  | Londra                                                                     | Inghilterra                                                                | 2 – 2                                                                      | Paesi Bassi                                                                | Qual. Mondiali 1994                                                        | -                                                                          |                                                                            |
| 9-6-1993                                                                   | Rotterdam                                                                  | Paesi Bassi                                                                | 0 – 0                                                                      | Norvegia                                                                   | Qual. Mondiali 1994                                                        | -                                                                          |                                                                            |
| 22-9-1993                                                                  | Bologna                                                                    | San Marino                                                                 | 0 – 7                                                                      | Paesi Bassi                                                                | Qual. Mondiali 1994                                                        | -                                                                          |                                                                            |
| 13-10-1993                                                                 | Amsterdam                                                                  | Paesi Bassi                                                                | 2 – 0                                                                      | Inghilterra                                                                | Qual. Mondiali 1994                                                        | -                                                                          | 76’                                                                        |
| 17-11-1993                                                                 | Poznań                                                                     | Polonia                                                                    | 1 – 3                                                                      | Paesi Bassi                                                                | Qual. Mondiali 1994                                                        | -                                                                          |                                                                            |
| 19-1-1994                                                                  | Tunisi                                                                     | Tunisia                                                                    | 2 – 2                                                                      | Paesi Bassi                                                                | Amichevole                                                                 | -                                                                          | 60’                                                                        |
| 23-3-1994                                                                  | Glasgow                                                                    | Scozia                                                                     | 0 – 1                                                                      | Paesi Bassi                                                                | Amichevole                                                                 | -                                                                          | 78’                                                                        |
| 20-4-1994                                                                  | Tilburg                                                                    | Paesi Bassi                                                                | 0 – 1                                                                      | Irlanda                                                                    | Amichevole                                                                 | -                                                                          |                                                                            |
| 27-5-1994                                                                  | Utrecht                                                                    | Paesi Bassi                                                                | 3 – 1                                                                      | Scozia                                                                     | Amichevole                                                                 | -                                                                          |                                                                            |
| 1-6-1994                                                                   | Eindhoven                                                                  | Paesi Bassi                                                                | 7 – 1                                                                      | Ungheria                                                                   | Amichevole                                                                 | -                                                                          | 46’                                                                        |
| 12-6-1994                                                                  | Toronto                                                                    | Canada                                                                     | 0 – 3                                                                      | Paesi Bassi                                                                | Amichevole                                                                 | 1                                                                          |                                                                            |
| 20-6-1994                                                                  | Washington                                                                 | Paesi Bassi                                                                | 2 – 1                                                                      | Arabia Saudita                                                             | Mondiali 1994 - 1º turno                                                   | -                                                                          | 58’                                                                        |
| 25-6-1994                                                                  | Orlando                                                                    | Belgio                                                                     | 1 – 0                                                                      | Paesi Bassi                                                                | Mondiali 1994 - 1º turno                                                   | -                                                                          | 63’                                                                        |
| 29-6-1994                                                                  | Orlando                                                                    | Marocco                                                                    | 1 – 2                                                                      | Paesi Bassi                                                                | Mondiali 1994 - 1º turno                                                   | -                                                                          | 56’                                                                        |
| 4-7-1994                                                                   | Orlando                                                                    | Paesi Bassi                                                                | 2 – 0                                                                      | Irlanda                                                                    | Mondiali 1994 - Ottavi di finale                                           | -                                                                          |                                                                            |
| 9-7-1994                                                                   | Dallas                                                                     | Paesi Bassi                                                                | 2 – 3                                                                      | Brasile                                                                    | Mondiali 1994 - Quarti di finale                                           | -                                                                          |                                                                            |
| 7-9-1994                                                                   | Lussemburgo                                                                | Lussemburgo                                                                | 0 – 4                                                                      | Paesi Bassi                                                                | Qual. Euro 1996                                                            | -                                                                          |                                                                            |
| 12-10-1994                                                                 | Oslo                                                                       | Norvegia                                                                   | 1 – 1                                                                      | Paesi Bassi                                                                | Qual. Euro 1996                                                            | -                                                                          |                                                                            |
| 14-12-1994                                                                 | Rotterdam                                                                  | Paesi Bassi                                                                | 5 – 0                                                                      | Lussemburgo                                                                | Qual. Euro 1996                                                            | -                                                                          |                                                                            |
| 18-1-1995                                                                  | Utrecht                                                                    | Paesi Bassi                                                                | 0 – 1                                                                      | Francia                                                                    | Amichevole                                                                 | -                                                                          | 61’                                                                        |
| 29-3-1995                                                                  | Rotterdam                                                                  | Paesi Bassi                                                                | 4 – 0                                                                      | Malta                                                                      | Qual. Euro 1996                                                            | -                                                                          |                                                                            |
| 26-4-1995                                                                  | Praga                                                                      | Rep. Ceca                                                                  | 3 – 1                                                                      | Paesi Bassi                                                                | Qual. Euro 1996                                                            | -                                                                          |                                                                            |
| 7-6-1995                                                                   | Minsk                                                                      | Bielorussia                                                                | 1 – 0                                                                      | Paesi Bassi                                                                | Qual. Euro 1996                                                            | -                                                                          |                                                                            |
| 6-9-1995                                                                   | Rotterdam                                                                  | Paesi Bassi                                                                | 1 – 0                                                                      | Bielorussia                                                                | Qual. Euro 1996                                                            | -                                                                          |                                                                            |
| 11-10-1995                                                                 | Ta' Qali                                                                   | Malta                                                                      | 0 – 4                                                                      | Paesi Bassi                                                                | Qual. Euro 1996                                                            | 3                                                                          |                                                                            |
| 15-11-1995                                                                 | Rotterdam                                                                  | Paesi Bassi                                                                | 3 – 0                                                                      | Norvegia                                                                   | Qual. Euro 1996                                                            | 1                                                                          |                                                                            |
| 13-12-1995                                                                 | Liverpool                                                                  | Paesi Bassi                                                                | 2 – 0                                                                      | Irlanda                                                                    | Qual. Euro 1996                                                            | -                                                                          |                                                                            |
| 9-11-1996                                                                  | Eindhoven                                                                  | Paesi Bassi                                                                | 7 – 1                                                                      | Galles                                                                     | Qual. Mondiali 1998                                                        | -                                                                          | 57’                                                                        |
| 14-12-1996                                                                 | Bruxelles                                                                  | Belgio                                                                     | 0 – 3                                                                      | Paesi Bassi                                                                | Qual. Mondiali 1998                                                        | -                                                                          | 88’                                                                        |
| 26-2-1997                                                                  | Parigi                                                                     | Francia                                                                    | 2 – 1                                                                      | Paesi Bassi                                                                | Amichevole                                                                 | -                                                                          | 73’                                                                        |
| 29-3-1997                                                                  | Amsterdam                                                                  | Paesi Bassi                                                                | 4 – 0                                                                      | San Marino                                                                 | Qual. Mondiali 1998                                                        | -                                                                          | 33’                                                                        |
| 2-4-1997                                                                   | Istanbul                                                                   | Turchia                                                                    | 1 – 0                                                                      | Paesi Bassi                                                                | Qual. Mondiali 1998                                                        | -                                                                          | 80’                                                                        |
| 11-10-1997                                                                 | Amsterdam                                                                  | Paesi Bassi                                                                | 0 – 0                                                                      | Turchia                                                                    | Qual. Mondiali 1998                                                        | -                                                                          | 54’                                                                        |
| 21-2-1998                                                                  | Miami                                                                      | Stati Uniti                                                                | 0 – 2                                                                      | Paesi Bassi                                                                | Amichevole                                                                 | -                                                                          | 46’                                                                        |
| 24-2-1998                                                                  | Miami                                                                      | Messico                                                                    | 2 – 3                                                                      | Paesi Bassi                                                                | Amichevole                                                                 | -                                                                          | 46’                                                                        |
| 27-5-1998                                                                  | Arnhem                                                                     | Paesi Bassi                                                                | 0 – 0                                                                      | Camerun                                                                    | Amichevole                                                                 | -                                                                          | 61’                                                                        |
| 1-6-1998                                                                   | Eindhoven                                                                  | Paesi Bassi                                                                | 5 – 1                                                                      | Paraguay                                                                   | Amichevole                                                                 | 2                                                                          | 71’                                                                        |
| 5-6-1998                                                                   | Amsterdam                                                                  | Paesi Bassi                                                                | 5 – 1                                                                      | Nigeria                                                                    | Amichevole                                                                 | 1                                                                          | 75’                                                                        |
| 13-6-1998                                                                  | Parigi                                                                     | Paesi Bassi                                                                | 0 – 0                                                                      | Belgio                                                                     | Mondiali 1998 - 1º turno                                                   | -                                                                          |                                                                            |
| 20-6-1998                                                                  | Marsiglia                                                                  | Paesi Bassi                                                                | 5 – 0                                                                      | Corea del Sud                                                              | Mondiali 1998 - 1º turno                                                   | 1                                                                          |                                                                            |
| 25-6-1998                                                                  | Saint-Etienne                                                              | Paesi Bassi                                                                | 2 – 2                                                                      | Messico                                                                    | Mondiali 1998 - 1º turno                                                   | -                                                                          |                                                                            |
| 29-6-1998                                                                  | Tolosa                                                                     | Paesi Bassi                                                                | 2 – 1                                                                      | Jugoslavia                                                                 | Mondiali 1998 - Ottavi di finale                                           | -                                                                          |                                                                            |
| 4-7-1998                                                                   | Marsiglia                                                                  | Paesi Bassi                                                                | 2 – 1                                                                      | Argentina                                                                  | Mondiali 1998 - Quarti di finale                                           | -                                                                          | 64’                                                                        |
| 11-7-1998                                                                  | Parigi                                                                     | Paesi Bassi                                                                | 1 – 2                                                                      | Croazia                                                                    | Mondiali 1998 - Finale 3º posto                                            | -                                                                          | 46’                                                                        |
| 10-10-1998                                                                 | Eindhoven                                                                  | Paesi Bassi                                                                | 2 – 0                                                                      | Perù                                                                       | Amichevole                                                                 | -                                                                          | 68’                                                                        |
| 13-10-1998                                                                 | Arnhem                                                                     | Paesi Bassi                                                                | 0 – 0                                                                      | Ghana                                                                      | Amichevole                                                                 | -                                                                          | 69’                                                                        |
| 18-11-1998                                                                 | Gelsenkirchen                                                              | Germania                                                                   | 1 – 1                                                                      | Paesi Bassi                                                                | Amichevole                                                                 | -                                                                          | 81’                                                                        |
| 31-3-1999                                                                  | Amsterdam                                                                  | Paesi Bassi                                                                | 1 – 1                                                                      | Argentina                                                                  | Amichevole                                                                 | -                                                                          | 57’                                                                        |
| 28-4-1999                                                                  | Arnhem                                                                     | Paesi Bassi                                                                | 1 – 2                                                                      | Marocco                                                                    | Amichevole                                                                 | -                                                                          | 46’                                                                        |
| 13-11-1999                                                                 | Eindhoven                                                                  | Paesi Bassi                                                                | 1 – 1                                                                      | Rep. Ceca                                                                  | Amichevole                                                                 | -                                                                          |                                                                            |
| 29-3-2000                                                                  | Bruxelles                                                                  | Belgio                                                                     | 2 – 2                                                                      | Paesi Bassi                                                                | Amichevole                                                                 | -                                                                          | 83’                                                                        |
| 26-4-2000                                                                  | Arnhem                                                                     | Paesi Bassi                                                                | 0 – 0                                                                      | Scozia                                                                     | Amichevole                                                                 | -                                                                          | 46’                                                                        |
| 27-5-2000                                                                  | Amsterdam                                                                  | Paesi Bassi                                                                | 2 – 1                                                                      | Romania                                                                    | Amichevole                                                                 | 1                                                                          | 89’                                                                        |
| 11-6-2000                                                                  | Amsterdam                                                                  | Paesi Bassi                                                                | 1 – 0                                                                      | Rep. Ceca                                                                  | Euro 2000 - 1º turno                                                       | -                                                                          | 78’                                                                        |
| 16-6-2000                                                                  | Rotterdam                                                                  | Danimarca                                                                  | 0 – 3                                                                      | Paesi Bassi                                                                | Euro 2000 - 1º turno                                                       | -                                                                          | 61’                                                                        |
| 21-6-2000                                                                  | Amsterdam                                                                  | Francia                                                                    | 2 – 3                                                                      | Paesi Bassi                                                                | Euro 2000 - 1º turno                                                       | -                                                                          | 89’                                                                        |
| 25-6-2000                                                                  | Rotterdam                                                                  | Paesi Bassi                                                                | 6 – 1                                                                      | Jugoslavia                                                                 | Euro 2000 - Quarti di finale                                               | 2                                                                          |                                                                            |
| 29-6-2000                                                                  | Amsterdam                                                                  | Paesi Bassi                                                                | 0 – 0 dts (1 – 3 dtr)                                                      | Italia                                                                     | Euro 2000 - Semifinale                                                     | -                                                                          |                                                                            |
| 7-10-2000                                                                  | Nicosia                                                                    | Cipro                                                                      | 0 – 4                                                                      | Paesi Bassi                                                                | Qual. Mondiali 2002                                                        | 1                                                                          |                                                                            |
| 11-10-2000                                                                 | Rotterdam                                                                  | Paesi Bassi                                                                | 0 – 2                                                                      | Portogallo                                                                 | Qual. Mondiali 2002                                                        | -                                                                          | 46’                                                                        |
| 28-2-2001                                                                  | Amsterdam                                                                  | Paesi Bassi                                                                | 0 – 0                                                                      | Turchia                                                                    | Amichevole                                                                 | -                                                                          | 66’                                                                        |
| 24-3-2001                                                                  | Barcellona                                                                 | Andorra                                                                    | 0 – 5                                                                      | Paesi Bassi                                                                | Qual. Mondiali 2002                                                        | -                                                                          |                                                                            |
| 28-3-2001                                                                  | Porto                                                                      | Portogallo                                                                 | 2 – 2                                                                      | Paesi Bassi                                                                | Qual. Mondiali 2002                                                        | -                                                                          |                                                                            |
| 25-4-2001                                                                  | Eindhoven                                                                  | Paesi Bassi                                                                | 4 – 0                                                                      | Cipro                                                                      | Qual. Mondiali 2002                                                        | 1                                                                          | 83’                                                                        |
| 2-6-2001                                                                   | Tallinn                                                                    | Estonia                                                                    | 2 – 4                                                                      | Paesi Bassi                                                                | Qual. Mondiali 2002                                                        | -                                                                          |                                                                            |
| 15-8-2001                                                                  | Londra                                                                     | Inghilterra                                                                | 0 – 2                                                                      | Paesi Bassi                                                                | Amichevole                                                                 | -                                                                          | 46’                                                                        |
| 1-9-2001                                                                   | Dublino                                                                    | Irlanda                                                                    | 1 – 0                                                                      | Paesi Bassi                                                                | Qual. Mondiali 2002                                                        | -                                                                          | 71’                                                                        |
| 5-9-2001                                                                   | Eindhoven                                                                  | Paesi Bassi                                                                | 5 – 0                                                                      | Estonia                                                                    | Qual. Mondiali 2002                                                        | -                                                                          | 46’                                                                        |
| 13-2-2002                                                                  | Amsterdam                                                                  | Paesi Bassi                                                                | 1 – 1                                                                      | Inghilterra                                                                | Amichevole                                                                 | -                                                                          | 87’                                                                        |
| 27-3-2002                                                                  | Rotterdam                                                                  | Paesi Bassi                                                                | 1 – 0                                                                      | Spagna                                                                     | Amichevole                                                                 | -                                                                          | 68’                                                                        |
| 30-4-2003                                                                  | Eindhoven                                                                  | Paesi Bassi                                                                | 1 – 1                                                                      | Portogallo                                                                 | Amichevole                                                                 | -                                                                          | 77’                                                                        |
| 7-6-2003                                                                   | Minsk                                                                      | Bielorussia                                                                | 0 – 2                                                                      | Paesi Bassi                                                                | Qual. Euro 2004                                                            | 1                                                                          | 60’                                                                        |
| 20-8-2003                                                                  | Bruxelles                                                                  | Belgio                                                                     | 1 – 1                                                                      | Paesi Bassi                                                                | Amichevole                                                                 | -                                                                          | 75’                                                                        |
| 6-9-2003                                                                   | Rotterdam                                                                  | Paesi Bassi                                                                | 3 – 1                                                                      | Austria                                                                    | Qual. Euro 2004                                                            | -                                                                          | 46’                                                                        |
| 10-9-2003                                                                  | Praga                                                                      | Rep. Ceca                                                                  | 3 – 1                                                                      | Paesi Bassi                                                                | Qual. Euro 2004                                                            | -                                                                          | 20’                                                                        |
| 11-10-2003                                                                 | Eindhoven                                                                  | Paesi Bassi                                                                | 5 – 0                                                                      | Moldavia                                                                   | Qual. Euro 2004                                                            | -                                                                          | 64’                                                                        |
| 15-11-2003                                                                 | Edimburgo                                                                  | Scozia                                                                     | 1 – 0                                                                      | Paesi Bassi                                                                | Qual. Euro 2004                                                            | -                                                                          |                                                                            |
| 19-11-2003                                                                 | Amsterdam                                                                  | Paesi Bassi                                                                | 6 – 0                                                                      | Scozia                                                                     | Qual. Euro 2004                                                            | -                                                                          |                                                                            |
| 31-3-2004                                                                  | Rotterdam                                                                  | Paesi Bassi                                                                | 0 – 0                                                                      | Francia                                                                    | Amichevole                                                                 | -                                                                          |                                                                            |
| 29-5-2004                                                                  | Eindhoven                                                                  | Paesi Bassi                                                                | 0 – 1                                                                      | Belgio                                                                     | Amichevole                                                                 | -                                                                          | 61’                                                                        |
| 1-6-2004                                                                   | Losanna                                                                    | Paesi Bassi                                                                | 3 – 0                                                                      | Fær Øer                                                                    | Amichevole                                                                 | 1                                                                          | 46’                                                                        |
| 15-6-2004                                                                  | Porto                                                                      | Germania                                                                   | 1 – 1                                                                      | Paesi Bassi                                                                | Euro 2004 - 1º turno                                                       | -                                                                          | 46’                                                                        |
| 23-6-2004                                                                  | Braga                                                                      | Lettonia                                                                   | 0 – 3                                                                      | Paesi Bassi                                                                | Euro 2004 - 1º turno                                                       | -                                                                          | 61’                                                                        |
| 30-6-2004                                                                  | Lisbona                                                                    | Portogallo                                                                 | 2 – 1                                                                      | Paesi Bassi                                                                | Euro 2004 - Semifinale                                                     | -                                                                          | 39’ 46’                                                                    |
| Totale                                                                     |                                                                            | Presenze                                                                   | 86                                                                         |                                                                            | Reti                                                                       | 17                                                                         |                                                                            |

## Palmarès

### Club

#### Competizioni nazionali
- Coppa dei Paesi Bassi: 1

Ajax: 1992-1993
- Campionato olandese: 3

Ajax: 1993-1994, 1994-1995, 1995-1996
- Supercoppa dei Paesi Bassi: 3

Ajax: 1993, 1994, 1995
- Campionato inglese: 1

Arsenal: 1997-1998
- Coppa d'Inghilterra: 1

Arsenal: 1997-1998
- Charity Shield: 1

Arsenal: 1998

#### Competizioni internazionali
- UEFA Champions League: 1

Ajax: 1994-1995
- Supercoppa UEFA: 1

Ajax: 1995
- Coppa Intercontinentale: 1

Ajax: 1995

### Individuale
- Miglior talento dell'anno in Eredivisie: 1

1992
- Gouden Schoen: 1

1993